# Christian Adam (Germanist)
Christian Adam (geboren als Christian Härtel; * 1966 in Lörrach) ist ein deutscher Fotograf und Germanist. Seit 2015 ist er Schriftleiter im Zentrum für Militärgeschichte und Sozialwissenschaften der Bundeswehr (ZMSBw) in Potsdam.

## Leben
Christian Adam ist in Lörrach aufgewachsen. Er absolvierte von 1988 bis 1990 eine Ausbildung zum Fotografen am Berufsausbildungszentrum Lette-Verein in Berlin (Gesellenprüfung 1990) und studierte anschließend Neuere deutsche Literatur und Publizistik an der Freien Universität Berlin. 1998 war er DAAD-Stipendiat an der Hoover Institution on War, Revolution, and Peace in Stanford, Kalifornien. Während des Studiums arbeitete er als Fotograf und war Assistent für Werbefotografie bei Hans Pieler.
Von 1998 bis 2001 war er Lektor im Ch. Links Verlag. Von 2002 bis 2007 war er als Programmleiter für den be.bra verlag tätig, wo er den be.bra wissenschaft verlag aufbaute. 2003 wurde er an der Humboldt-Universität zu Berlin mit einer Dissertation über den nationalsozialistischen Autor Wilfrid Bade zum Dr. phil. promoviert.
Von 2007 bis 2014 war Adam Referent bzw. Sachgebietsleiter Publikationen in der Abteilung Bildung und Forschung des Bundesbeauftragten für die Stasi-Unterlagen (BStU) in Berlin. Seit 2013 ist er Lehrbeauftragter an der Freien Universität Berlin. 2015 wurde er Leiter der Schriftleitung im Zentrum für Militärgeschichte und Sozialwissenschaften der Bundeswehr (ZMSBw) in Potsdam.
Er forscht und veröffentlicht zur Literatur in der Zeit des Nationalsozialismus, zur Regionalgeschichte Berlin-Brandenburgs und zur Deutsch-deutschen Geschichte.

## Schriften (Auswahl)
als Christian Härtel:
- mit Christoph Links (Hrsg.): Über unsere Bücher läßt sich streiten. Zehn Jahre Christoph Links Verlag (= 	Bibliothek des Börsenvereins des Deutschen Buchhandels). Links, Berlin 1999, ISBN 3-86153-200-X.
- Berlin. Eine kleine Geschichte. Unter Mitarbeit des Bildarchivs Preußischer Kulturbesitz, bebra-Verlag, Berlin 2003, ISBN 3-89809-041-8. (englische, italienische und spanische Ausgaben)
- Stromlinien. Wilfrid Bade – Eine Karriere im Dritten Reich. be.bra-Verlag Wissenschaft, Berlin 2004, ISBN 3-937233-10-5.
- mit Petra Kabus (Hrsg.): Das Westpaket. Geschenksendung, keine Handelsware. Links, Berlin 2000, ISBN 3-86153-221-2.

als Christian Adam:
- Lesen unter Hitler. Autoren, Bestseller, Leser im Dritten Reich. Galiani Verlag, Berlin 2010, ISBN 978-3-86971-027-3.
- mit Martin Erdmann (Hrsg.): Sperrgebiete in der DDR. Ein Atlas von Standorten des Ministeriums für Staatssicherheit (MfS), des Ministeriums des Innern (MdI), des Ministeriums für Nationale Verteidigung (MfNV) und der Gruppe der Sowjetischen Streitkräfte in Deutschland (GSSD) (= BF informiert. 34). Erarbeitet von Horst Henkel und Wolfgang Scholz, Bundesbeauftragter für die Stasi-Unterlagen, Berlin 2015, ISBN 978-3-942130-77-6.
- Der Traum vom Jahre Null. Autoren, Bestseller, Leser. Die Neuordnung der Bücherwelt in Ost und West nach 1945. Galiani, Berlin 2016, ISBN 978-3-86971-122-5.